# 兵庫県道421号大江島太子線
兵庫県道421号大江島太子線（ひょうごけんどう421ごう おおえじまたいしせん）は、兵庫県姫路市から揖保郡太子町に至る一般県道である。

## 概要
姫路市網干区大江島古川町から揖保郡太子町太田に至る。

### 路線データ
- 起点：姫路市網干区大江島古川町（大江島（おおえしま）交差点、国道250号交点）
- 終点：揖保郡太子町太田（太田交差点、国道179号交点、兵庫県道420号石倉太子線終点）
- 総延長：4.404 km

## 歴史
- 2024年（令和6年）3月31日 - 3月29日付兵庫県告示第320号により、兵庫県道415号和久今宿線の経路が変更されたことに伴い、姫路市勝原区宮田・宮田北交差点 - 姫路市勝原区山戸・勝原橋交差点間が本路線の単独区間となった[1]。

## 路線状況
大津茂川の中下流域に沿う。
姫路市勝原区の下太田交差点（市道と接続）は、県の調査で、県下で最も渋滞の激しい交差点とされ、改良工事を予定している。

### 道路施設

#### 橋梁
- 大平橋（大津茂川、姫路市）

## 地理

### 通過する自治体
- 姫路市
- 揖保郡太子町

### 交差する道路
| 交差する道路                      | 市町村名 | 市町村名 | 交差する場所       | 交差する場所            |
| --------------------------------- | -------- | -------- | ------------------ | ----------------------- |
| 国道250号                         | 姫路市   | 姫路市   | 網干区大江島古川町 | 大江島（）交差点 / 起点 |
| 兵庫県道415号和久今宿線           | 姫路市   | 姫路市   | 勝原区宮田         | 宮田北交差点            |
| 国道179号 兵庫県道420号石倉太子線 | 揖保郡   | 太子町   | 太田               | 太田交差点 / 終点       |

### 交差する鉄道
- 山陽電気鉄道網干線
- 山陽本線
- 山陽新幹線

### 沿線
- 山陽電気鉄道網干線 平松駅
- 田井郵便局
- 姫路市立大津茂小学校
- 姫路市立勝原小学校
- 檀特山
- 瓢塚古墳
- 下太田廃寺跡